# Therese Borssén
Therese Kristina Borssén (Rättvik, 12 dicembre 1984) è un'ex sciatrice alpina svedese specialista dello slalom speciale.

## Biografia

### Stagioni 2000-2005
Attiva in gare FIS dal gennaio del 2000, Therese Borssén esordì in Coppa Europa il 18 febbraio 2001 a Krompachy Plejsy, classificandosi 52ª in slalom gigante, e in Coppa del Mondo il 28 novembre 2003 a Park City nella stessa specialità, senza qualificarsi per la seconda manche. Il giorno dopo nella medesima località colse in slalom speciale i suoi primi punti nel circuito grazie al 13º posto.
Il 22 dicembre 2003 al Passo del Tonale ottenne in slalom speciale il suo primo podio in Coppa Europa (3ª), mentre nella stagione successiva esordì ai Campionati mondiali: nella rassegna iridata di Bormio/Santa Caterina Valfurva 2005 si piazzò 32ª nello slalom gigante e 5ª nello slalom speciale.

### Stagioni 2006-2013
Nella stagione 2005-2006 conquistò il suo primo podio in Coppa del Mondo, l'8 gennaio nello slalom speciale di Maribor (3ª), e debuttò ai Giochi olimpici invernali: a Torino 2006 fu 8ª nello slalom speciale. Il 29 dicembre 2009 a Semmering conquistò, sempre in slalom speciale, la sua unica vittoria in Coppa del Mondo; ai successivi Mondiali di Åre si classificò 33ª nello slalom gigante e 7ª nello slalom speciale, mentre a quelli di Val-d'Isère 2009 non completò lo slalom speciale, unica prova cui prese parte. Il 13 marzo dello stesso anno a Åre salì per l'ultima volta sul podio in Coppa del Mondo, sempre in slalom speciale (3ª).
Ai XXI Giochi olimpici invernali di Vancouver 2010, sua ultima presenza olimpica, fu 21ª nello slalom speciale. Nella stagione successiva, sempre in slalom speciale, conquistò la sua prima vittoria in Coppa Europa, l'11 dicembre 2010 a Gressoney-La-Trinité, e gareggiò ai suoi ultimi Mondiali: a Garmisch-Partenkirchen 2011 tuttavia non completò la prova. Ancora in slalom speciale il 20 gennaio 2013 a Schruns ottenne la sua ultima vittoria, nonché ultimo podio, in Coppa Europa, mentre il 16 marzo successivo a Lenzerheide disputò (senza concluderla) la sua ultima gara di Coppa del Mondo prima del definitivo ritiro, avvenuto l'anno seguente in occasione di uno slalom speciale FIS disputato a Lindvallen il 4 aprile, chiuso dalla Borssén al 10º posto.

## Palmarès

### Coppa del Mondo
- Miglior piazzamento in classifica generale: 18ª nel 2007
- 6 podi (tutti in slalom speciale):
  - 1 vittoria
  - 1 secondo posto
  - 4 terzi posti

#### Coppa del Mondo - vittorie
| Data             | Località  | Paese   | Specialità |
| ---------------- | --------- | ------- | ---------- |
| 29 dicembre 2006 | Semmering | Austria | SL         |

Legenda:

SL = slalom speciale

#### Coppa del Mondo - gare a squadre
- 1 podio:
  - 1 terzo posto

### Coppa Europa
- Miglior piazzamento in classifica generale: 10ª nel 2012
- 13 podi:
  - 3 vittorie
  - 5 secondi posti
  - 5 terzi posti

#### Coppa Europa - vittorie
| Data             | Località             | Paese    | Specialità |
| ---------------- | -------------------- | -------- | ---------- |
| 11 dicembre 2010 | Gressoney-La-Trinité | Italia   | SL         |
| 27 gennaio 2012  | Melchsee-Frutt       | Svizzera | SL         |
| 20 gennaio 2013  | Schruns              | Austria  | SL         |

Legenda:

SL = slalom speciale

### Nor-Am Cup
- Miglior piazzamento in classifica generale: 30ª nel 2007
- 2 podi:
  - 2 secondi posti

### Australia-New Zealand Cup
- Miglior piazzamento in classifica generale: 9ª nel 2007
- 2 podi:
  - 1 vittoria
  - 1 terzo posto

### Australia-New Zealand Cup - vittorie
| Data           | Località     | Paese         | Specialità |
| -------------- | ------------ | ------------- | ---------- |
| 28 agosto 2006 | Coronet Peak | Nuova Zelanda | SL         |

Legenda:

SL = slalom speciale

### Campionati svedesi
- 7 medaglie[1]:
  - 2 ori (slalom speciale nel 2008; slalom speciale nel 2012)
  - 3 argenti (slalom speciale nel 2006; slalom speciale nel 2007; supercombinata nel 2008)
  - 2 bronzi (slalom speciale nel 2009; slalom parallelo nel 2012[2])

### Campionati svedesi juniores
- 1 oro (slalom speciale nel 2003)[senza fonte]